# اکالانس رایدج (کالیفرنیا)
اکالانس رایدج، کالیفرنیا (به انگلیسی: Acalanes Ridge, California) در ایالات متحده آمریکا است که در کالیفرنیا واقع شده‌است.

## خصوصیات
اکالانس رایدج ۱٫۱۹۳ کیلومترمربع مساحت و ۱٬۱۳۷ نفر جمعیت دارد و ۱۵۲٫۱ متر بالاتر از سطح دریا واقع شده‌است.